# Les Allues
Les Allues este o comună în departamentul Savoie din sud-estul Franței. În 2009 avea o populație de 1.854 de locuitori.

## Evoluția populației
| An        | 1975  | 1982  | 1990  | 1999  | 2006  | 2009  |
| --------- | ----- | ----- | ----- | ----- | ----- | ----- |
| Populație | 1.008 | 1.250 | 1.570 | 1.869 | 1.893 | 1.854 |